# レモンステーキ

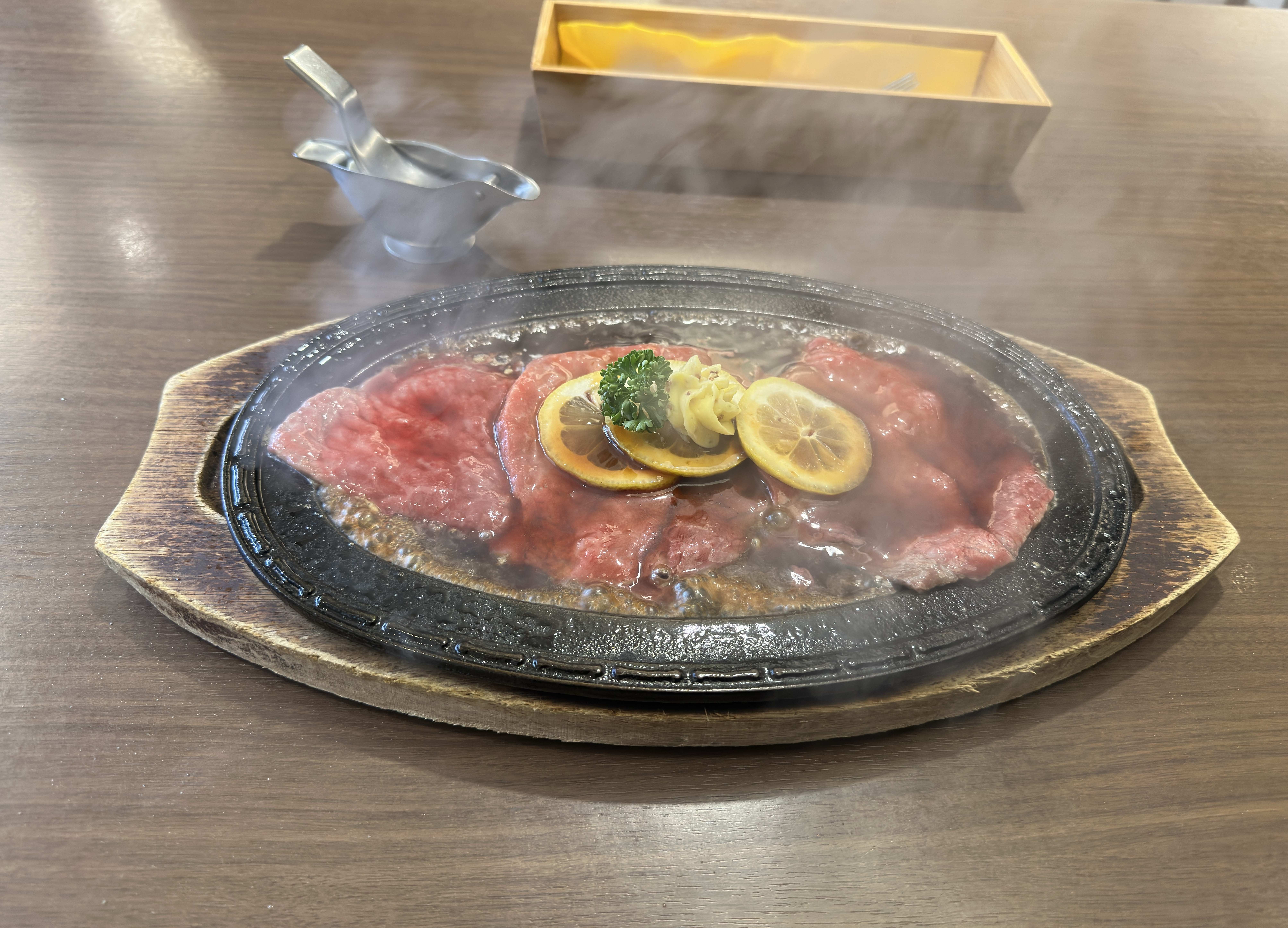
レモンステーキ

レモンステーキは、長崎県佐世保市発祥の肉料理。

## 概要
ステーキ（ビーフステーキ）の一種だが、厚切りの一枚肉ではなく薄切りの牛肉を使用し、レモン風味の醤油ベースのソースをかけた状態で提供される。肉を食べた後に、セットのご飯を鉄板に入れて、ソースと混ぜて食べる食べ方が佐世保流である。
昭和30年代、佐世保の洋食屋「レストラン門」（1955年開店）で修行中だった東島洋とその兄がオーナーから「夏場でも売れるステーキを考案しろ」との指示を受けて考案されたものである。その後、兄は同市で「ふらんす亭」を開業し、弟は「時代屋」を開業するなど、「レストラン門」で修行したシェフが独立して佐世保一円に広まったものである。なお、「レストラン門」は、その味を福岡に伝えるべく1971年に開業させた「博多和田門」と共に、2020年5月31日に閉店した。
「レストラン門」、「博多和田門」の創業家の3代目が2023年8月に欧風料理 典（てん）に名前を変え、福岡市中央区桜坂に再オープン。当時のレモンステーキも復活している。
佐世保駅の駅弁には「元祖レモンステーキ弁当」がある。これは焼いてレモン醤油ソースを絡めた肉をご飯に載せたものである。

### 注記
1. ↑  レストランチェーン「ふらんす亭」の創業者・松尾満治が修行した店として知られる。既に閉店。